# Matafelon-Granges
Matafelon-Granges ist eine französische Gemeinde mit 630 Einwohnern (Stand 1. Januar 2022) im Département Ain in der Region Auvergne-Rhône-Alpes. Sie gehört zum Kanton Pont-d’Ain im Arrondissement Nantua.

## Geographie
Matafelon-Granges liegt auf 460 m, etwa acht Kilometer westlich der Stadt Oyonnax und 26 Kilometer ostnordöstlich der Präfektur Bourg-en-Bresse (Luftlinie). Das Bauerndorf erstreckt sich im nördlichen Bugey, im Jura, an einem nach Osten geneigten Hang über dem Talkessel von Samognat, in welchem der Oignin durch die Talsperre von Moux aufgestaut wird.
Die Fläche des 21,54 km² großen Gemeindegebiets umfasst einen Abschnitt des südlichen französischen Juras. Der zentrale Teil des Gebietes wird vom Höhenzug eingenommen, der im Westen und Norden vom Tal des Ain, im Osten von demjenigen des Oignin eingefasst wird. Die Grenze verläuft stets entlang der Flussläufe. Der Höhenzug, eine Antiklinale im Faltenjura, gliedert sich in die Höhe des Bois de Ban (635 m), die Einsattelung von Matafelon und den Höhenrücken von Chougeat, auf dem mit 786 m die höchste Erhebung von Matafelon-Granges erreicht wird.
In einem schmalen Streifen erstreckt sich das Gemeindeareal nach Südwesten entlang des Ain, der hier durch ein Flusskraftwerk aufgestaut ist, bis zur Schleife von Bolozon. Das Gebiet ist selten mehr als 1 km breit und umfasst neben der tief eingeschnittenen Talniederung (Gorges de l’Ain) den angrenzenden Steilhang, der von Felsbändern durchzogen wird.
Die Gemeinde Matafelon-Granges besteht aus verschiedenen Dörfern, Weilern und Hofgruppen, nämlich:
- Matafelon (460 m) am Westhang des Talkessels von Samognat
- Meuillat (460 m) am Südosthang des Bois de Ban
- Charmines (420 m) auf einem Geländevorsprung über der Talsperre des Oignin
- Sorpiat (530 m) am westlichen Talhang des Oignin
- Chougeat (560 m) in einer Mulde am westlichen Talhang des Oignin
- Coiselet (300 m) an der Mündung des Oignin in den Ain
- Le Port (290 m) an der Ainbrücke gegenüber von Thoirette
- Courtouphle (300 m) in der Talniederung des Ain
- Granges (330 m) im Tal des Ain
- Bonbois (305 m) am östlichen Talrand des Ain

Nachbargemeinden von Matafelon-Granges sind Thoirette-Coisia im Norden, Samognat und Izernore im Osten, Sonthonnax-la-Montagne und Bolozon im Süden sowie Corveissiat im Westen.

## Geschichte
Auf einem Felssporn über dem Tal des Ain wurde im 11. Jahrhundert die Festung Thoire, die Wiege der später mächtigen Herrscherfamilie Thoire-Villars, erbaut. Dem Dorf Matafelon wurden 1280 gewisse Freiheitsrechte zugesprochen. 1402 kamen Matafelon und Granges nach dem Verkauf der Herrschaft unter Humbert VII. von Thoire-Villars an die Grafen von Savoyen. Mit dem Vertrag von Lyon gelangten beide Dörfer im Jahre 1601 an Frankreich. Auf den 1. Januar 1973 wurden die beiden vorher selbständigen Gemeinden Matafelon und Granges zur heutigen Doppelgemeinde zusammengelegt.

### Bevölkerungsentwicklung
| Jahr                       | 1962 | 1968 | 1975 | 1982 | 1990 | 1999 | 2011 | 2021 |
| Einwohner                  | 354  | 299  | 296  | 336  | 406  | 483  | 652  | 629  |
| Quellen: Cassini und INSEE |      |      |      |      |      |      |      |      |

Mit 630 Einwohnern (Stand 1. Januar 2022) gehört Matafelon-Granges zu den kleinen Gemeinden des Départements Ain. Nachdem die Einwohnerzahl in der ersten Hälfte des 20. Jahrhunderts abgenommen hatte (1891 wurden noch 566 Personen gezählt), wurde seit Mitte der 1970er Jahre wieder eine deutliche Bevölkerungszunahme verzeichnet. Die Ortsbewohner von Matafelon-Granges heißen auf Französisch Matafelonais(es).

## Sehenswürdigkeiten
Die Kirche Saints-Cyr-et-Juloitte in Matafelon wurde in gotischen Stilformen erbaut, im 17. und 19. Jahrhundert jedoch umgestaltet. Ebenfalls gotische Stilelemente zeigt die Kirche von Granges. Von der mittelalterlichen Burg Thoire sind Ruinen erhalten. Das Château de Coiselet wurde um 1344 errichtet, im 16. und 19. Jahrhundert verändert.

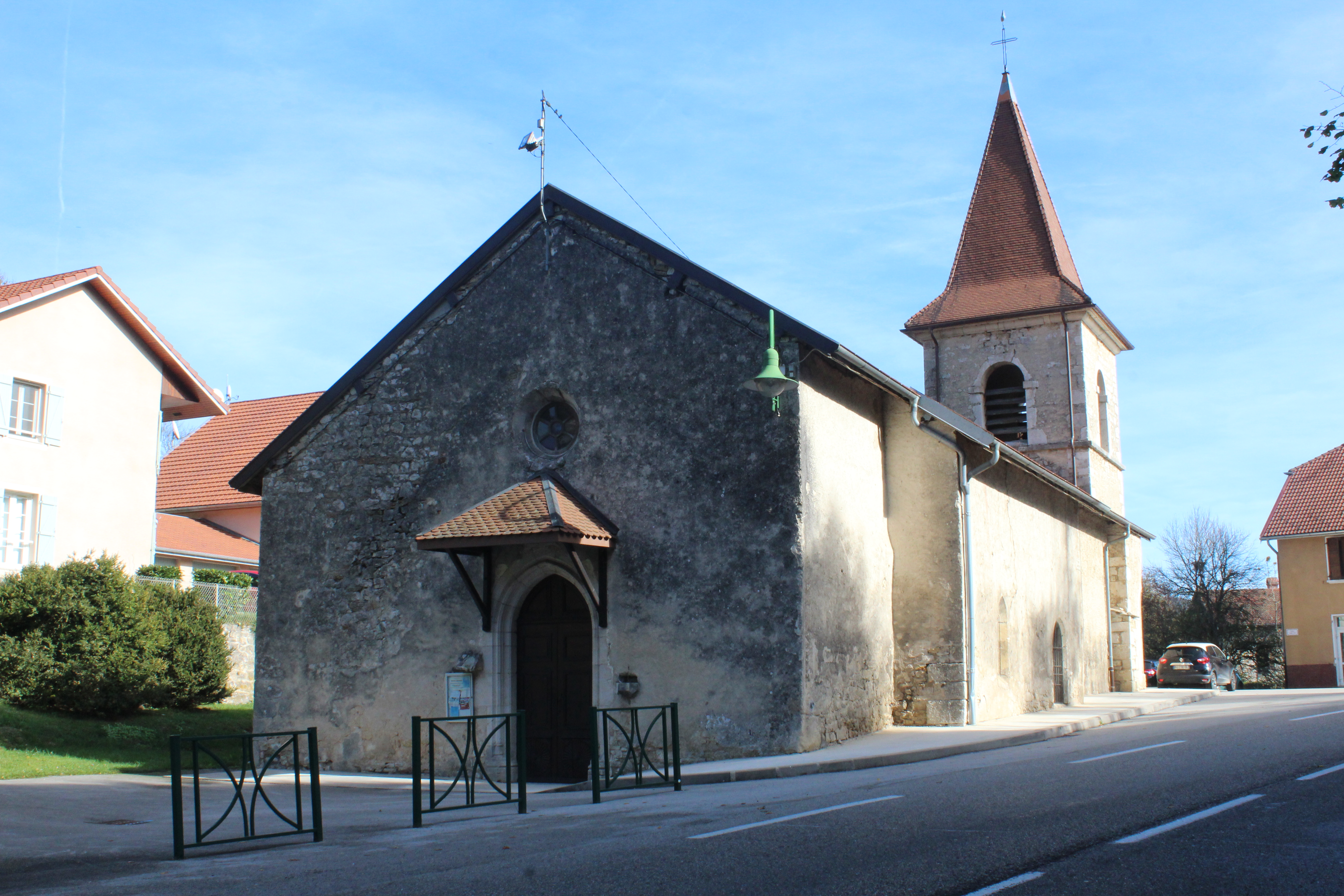
Kirche Saints-Cyr-et-Juloitte
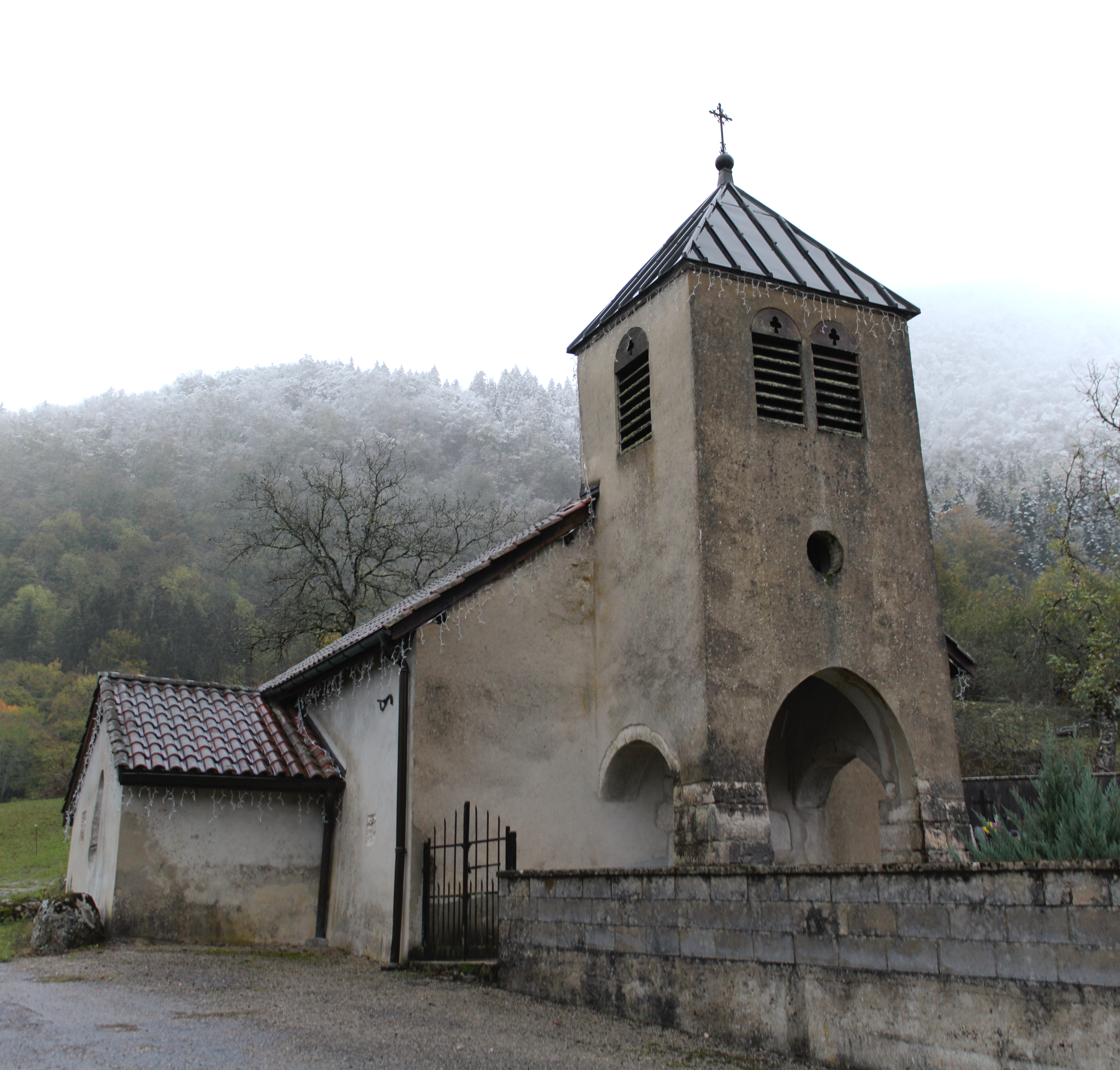
Kapelle Saint-Antoine
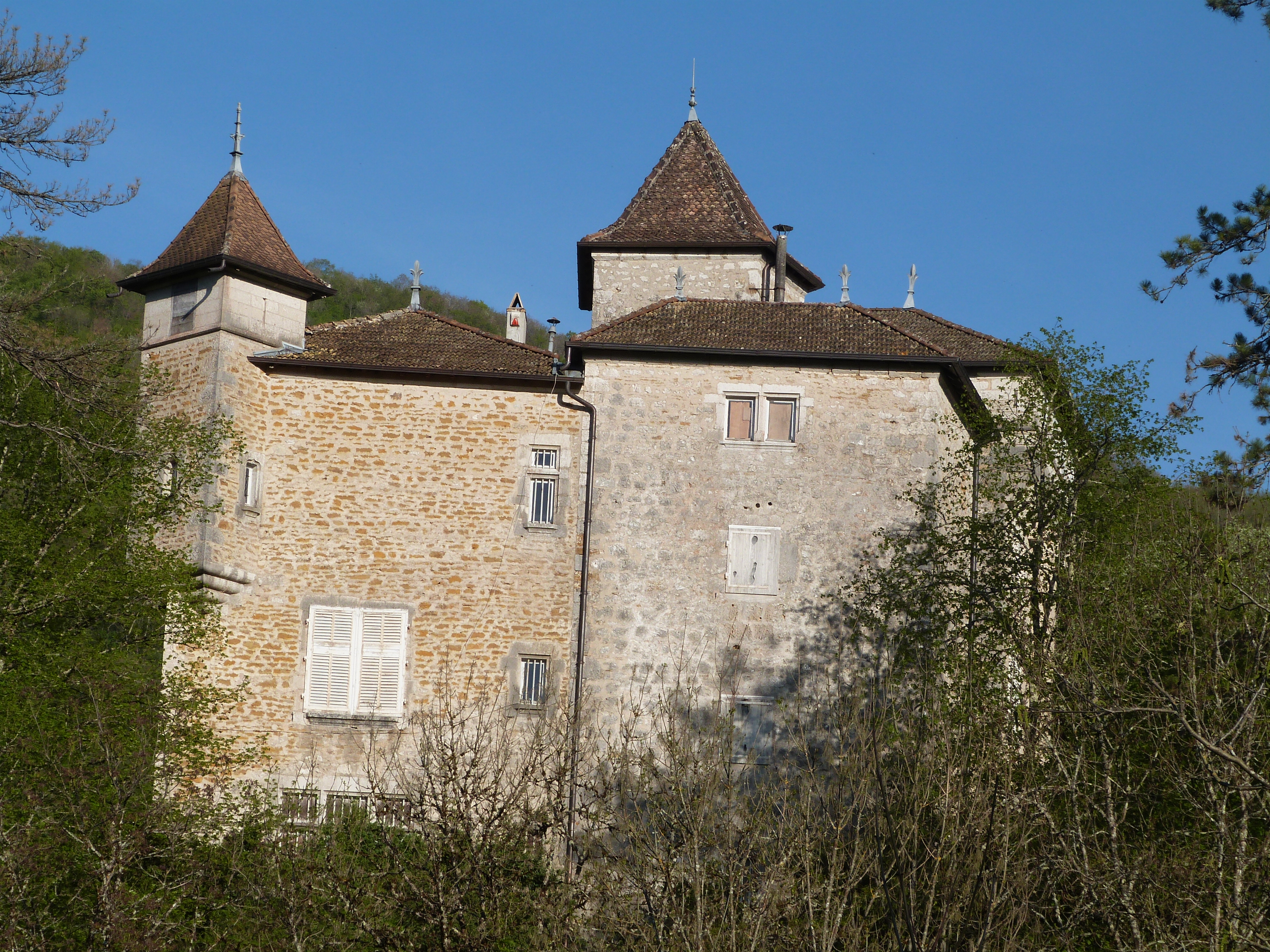
Schloss Coiselet
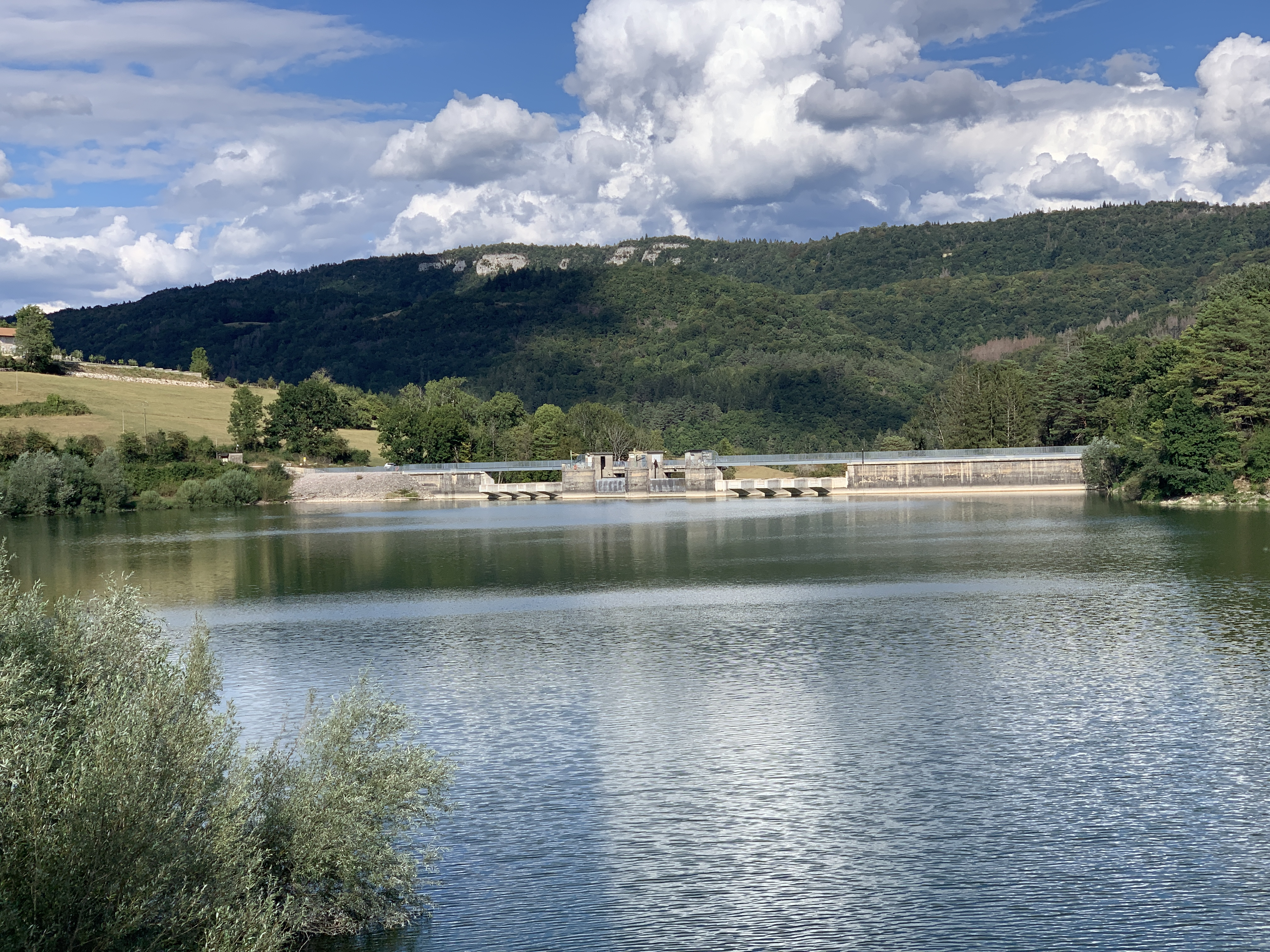
Talsperre Charmine-Samognat
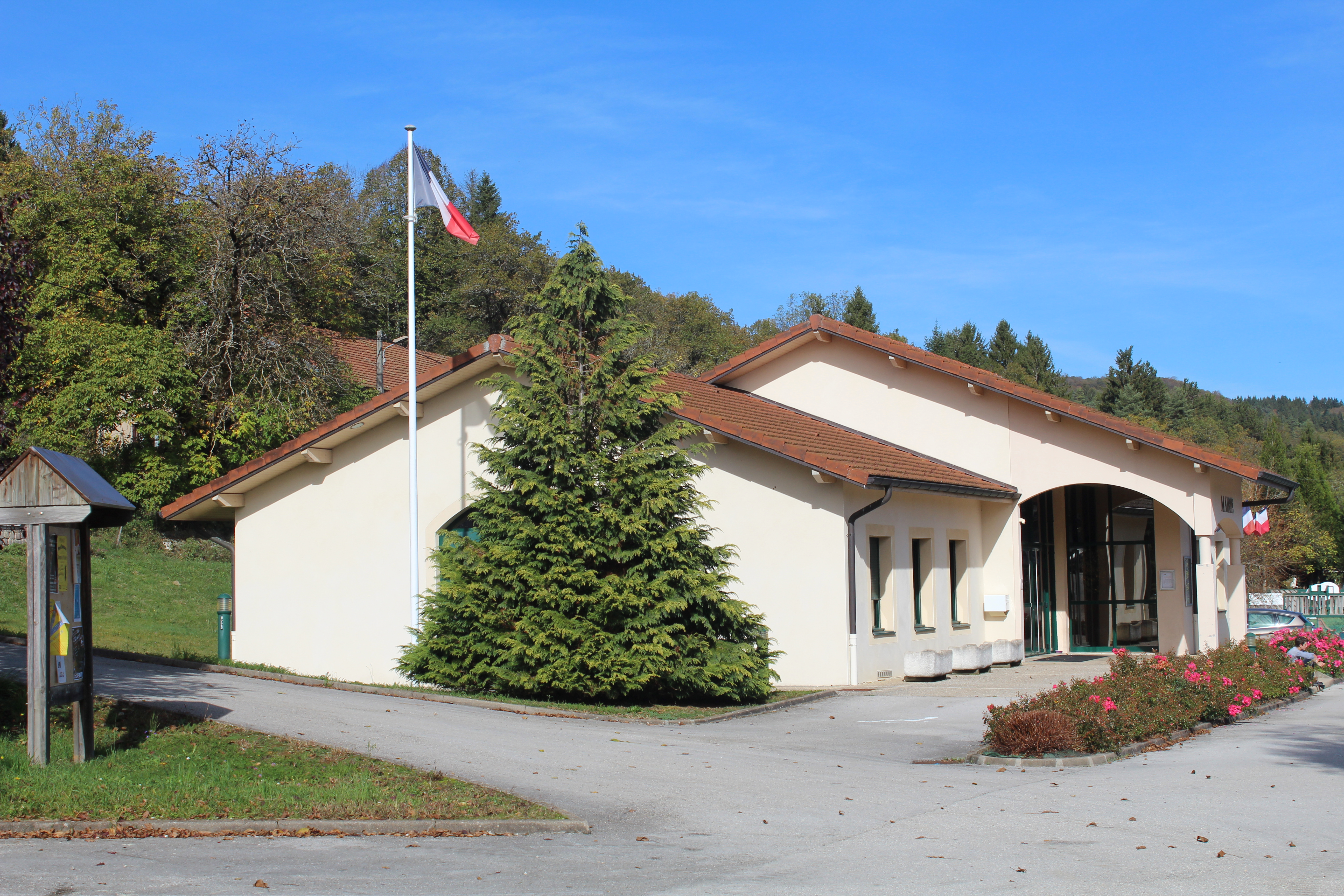
Rathaus (mairie)
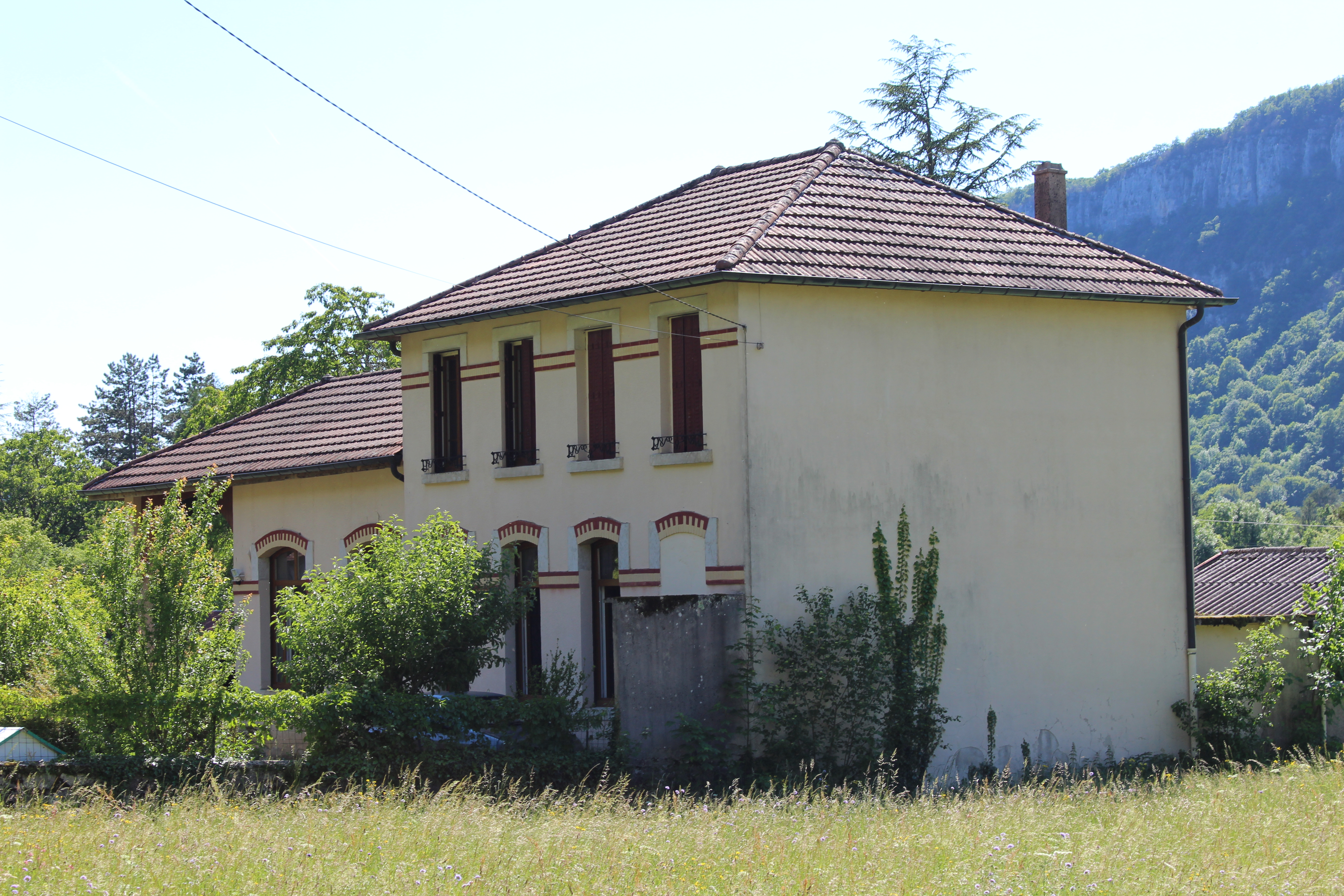
Ehemaliges Rathaus
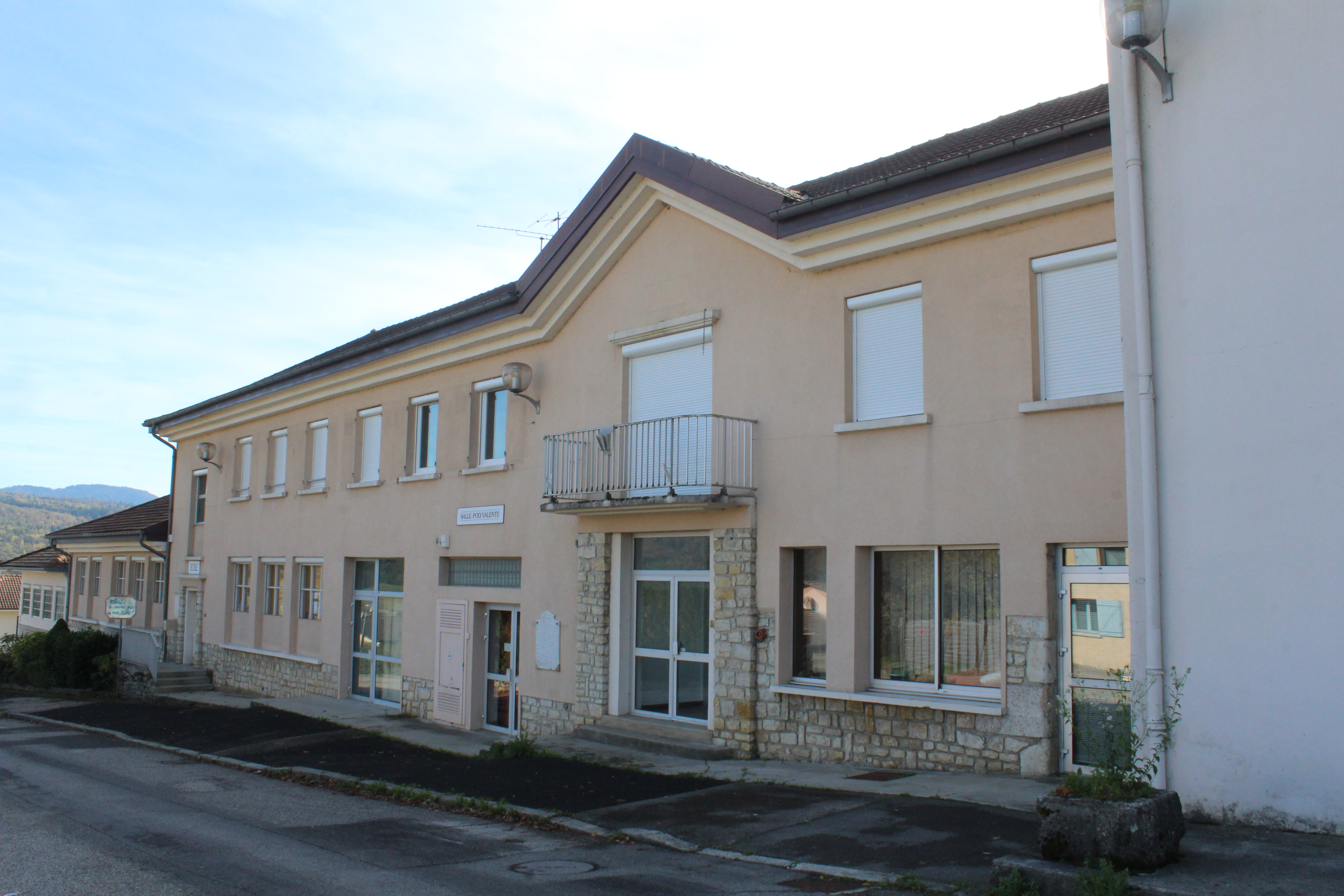
Schule und Gemeindefesthalle
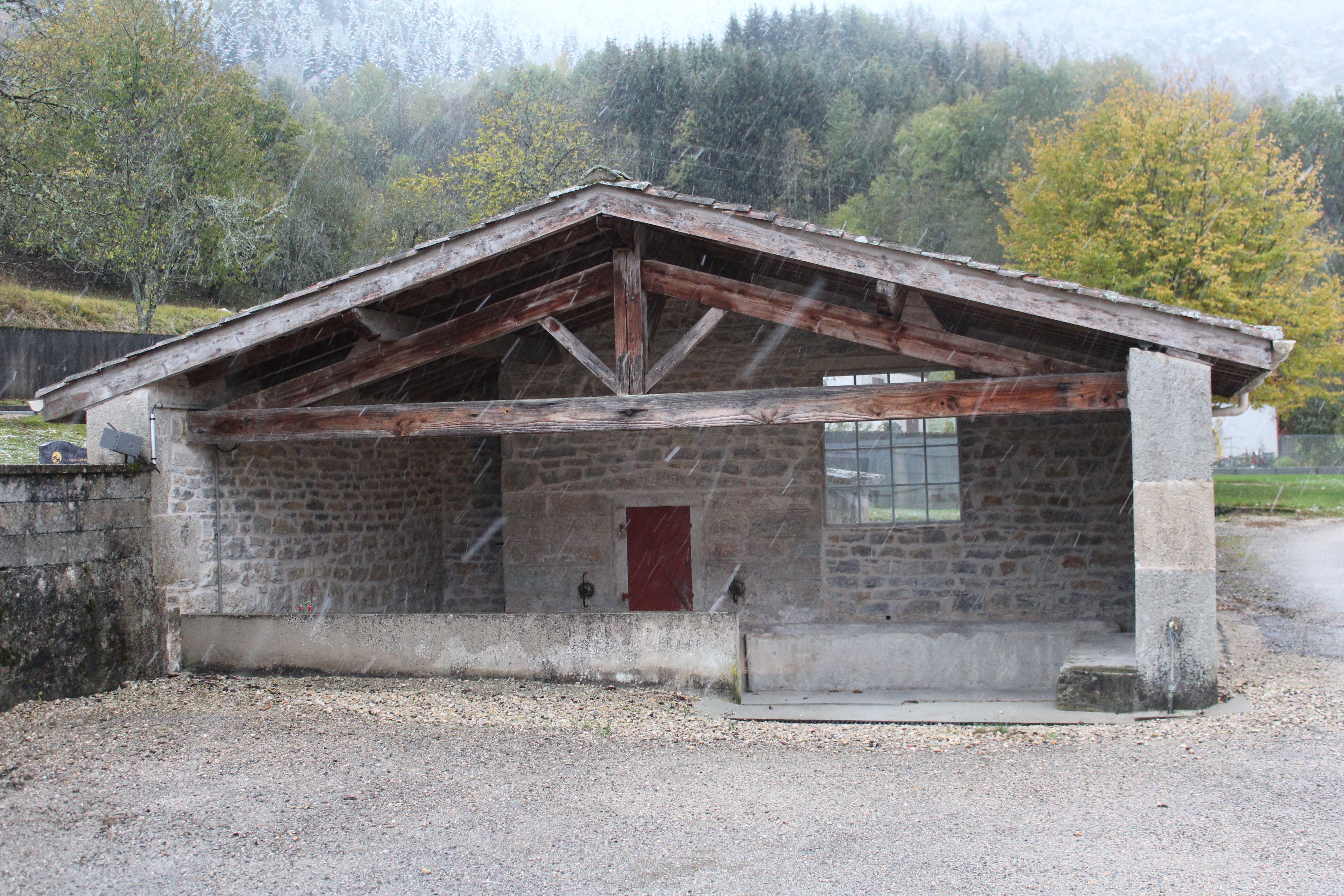
Lavoir
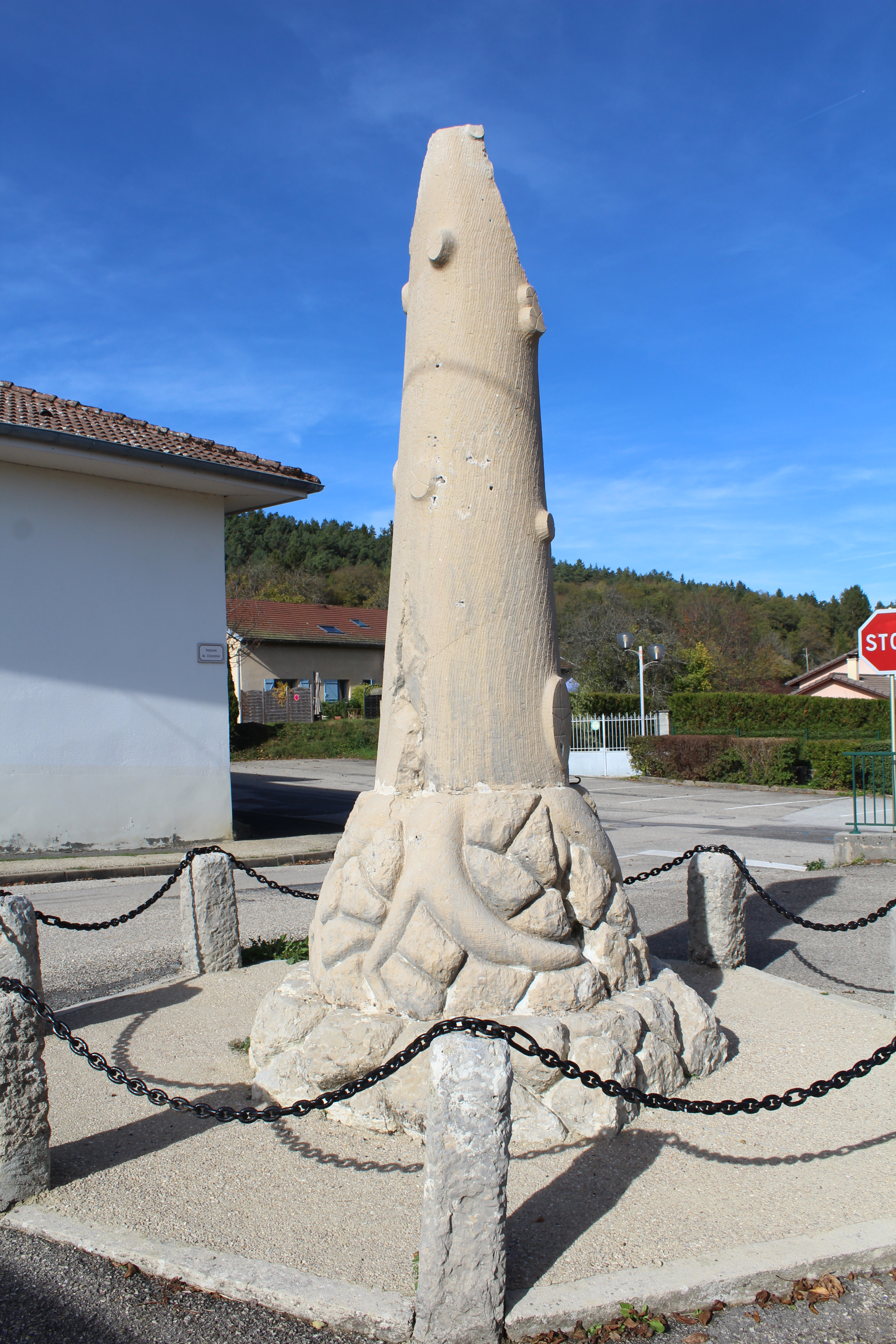
Gefallenendenkmal

## Wirtschaft und Infrastruktur
Matafelon-Granges war bis ins 20. Jahrhundert hinein ein vorwiegend durch die Landwirtschaft, insbesondere Milchwirtschaft und Viehzucht, sowie die Forstwirtschaft geprägtes Dorf. In der ersten Hälfte des 20. Jahrhunderts ließen sich an Ain und Oignin verschiedene Betriebe nieder, die von der Wasserkraft abhängig waren. Heute gibt es nur noch einige Betriebe des lokalen Kleingewerbes sowie die Wasserkraftwerke an Oignin und Ain. Mittlerweile hat sich das Dorf zu einer Wohngemeinde gewandelt. Viele Erwerbstätige sind Wegpendler, die in den größeren Ortschaften der Umgebung ihrer Arbeit nachgehen. 
Die Ortschaft liegt abseits der größeren Durchgangsstraßen an einer Departementsstraße, die von Oyonnax nach Thoirette führt. Weitere Straßenverbindungen bestehen mit Chancia und Nurieux. Der nächste Anschluss an die Autobahn A404 (Saint-Martin-du-Frêne – Oyonnax) befindet sich in einer Entfernung von rund zehn Kilometern.
In Matafelon-Granges befindet sich eine staatliche école primaire (Grundschule mit eingegliederter Vorschule).